# Aedes buenaventura
Aedes buenaventura är en tvåvingeart som beskrevs av Schick 1970. Aedes buenaventura ingår i släktet Aedes och familjen stickmyggor.
Artens utbredningsområde är Colombia. Inga underarter finns listade i Catalogue of Life.